# الیهاک
الیهاک (به فرانسوی: Alleyrac) یک کمون در فرانسه است که در canton of Le Monastier-sur-Gazeille واقع شده‌است. الیهاک ۱۱٫۳۴ کیلومتر مربع مساحت دارد ۱٬۰۹۵ متر بالاتر از سطح دریا واقع شده‌است.